# 総理遺嘱

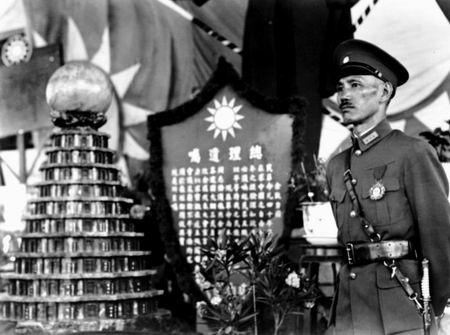
総理追悼式に出席する蔣介石。総理遺嘱の碑が置かれている（1935年）

総理遺嘱（そうりいしょく、繁: 總理遺囑）とは、中国国民党総理の孫文による遺言を指す言葉である。1925年（民国14年）、孫文が京都（北京）訪問中に肝癌に倒れて重篤な状態となったことを受け、同年2月24日に汪兆銘によって遺嘱が起草された。孫文はこの草案の内容に非常に満足し、一字一句改めさせることなく、死の前日の3月11日に署名した。宋子文や孫科など9名の党要人らも証人として副署した。
1940年（民国29年）4月1日、中華民国国民政府は孫文を正式に「国父」として定めた。これに伴い、総理遺嘱は国父遺嘱（こくふいしょく、繁: 國父遺囑）とも呼ばれるようになった。
文中の一句「革命未だ成らず（革命尚未成功）」が特に有名である。

## 内容
革命の今後の方針について述べた「国事」と、家族へ向けた「家事」の2部から構成されている。一般的に、「総理遺嘱」といえば「国事」の部分のみを指す場合が多い。
国事遺嘱

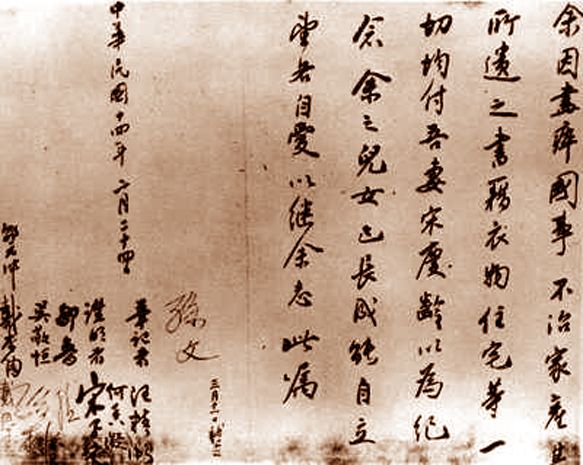
家事遺嘱

### 第三の遺嘱
上記の他に、ソビエト連邦（ソ連）宛ての遺嘱（致蘇俄遺書）が英語で作成され、孫文によって署名された。この遺嘱ではソ連との強い結束が謳われており、作成の経緯には「コミンテルンのミハイル・ボロディンが起草した」「孫文の言葉を口述筆記した」など、諸説ある。数週間前から孫文に承認されていた国事遺嘱・家事遺嘱とは異なり、致蘇俄遺書は孫文の死の前日に突然提出し、急いで署名を求めたものであり、出来も悪かったため、適切でないとの意見が党内で多く上がった。このため、致蘇俄遺書は公表されず、ソ連政府に送られたのみであった。
中華人民共和国とソ連の国交樹立から60周年を迎えた2009年、ロシア政府は旧ソ連の公文書館で発見された致蘇俄遺書の署名入り原本を北京宋慶齢故居に寄贈した。

## 後世への影響

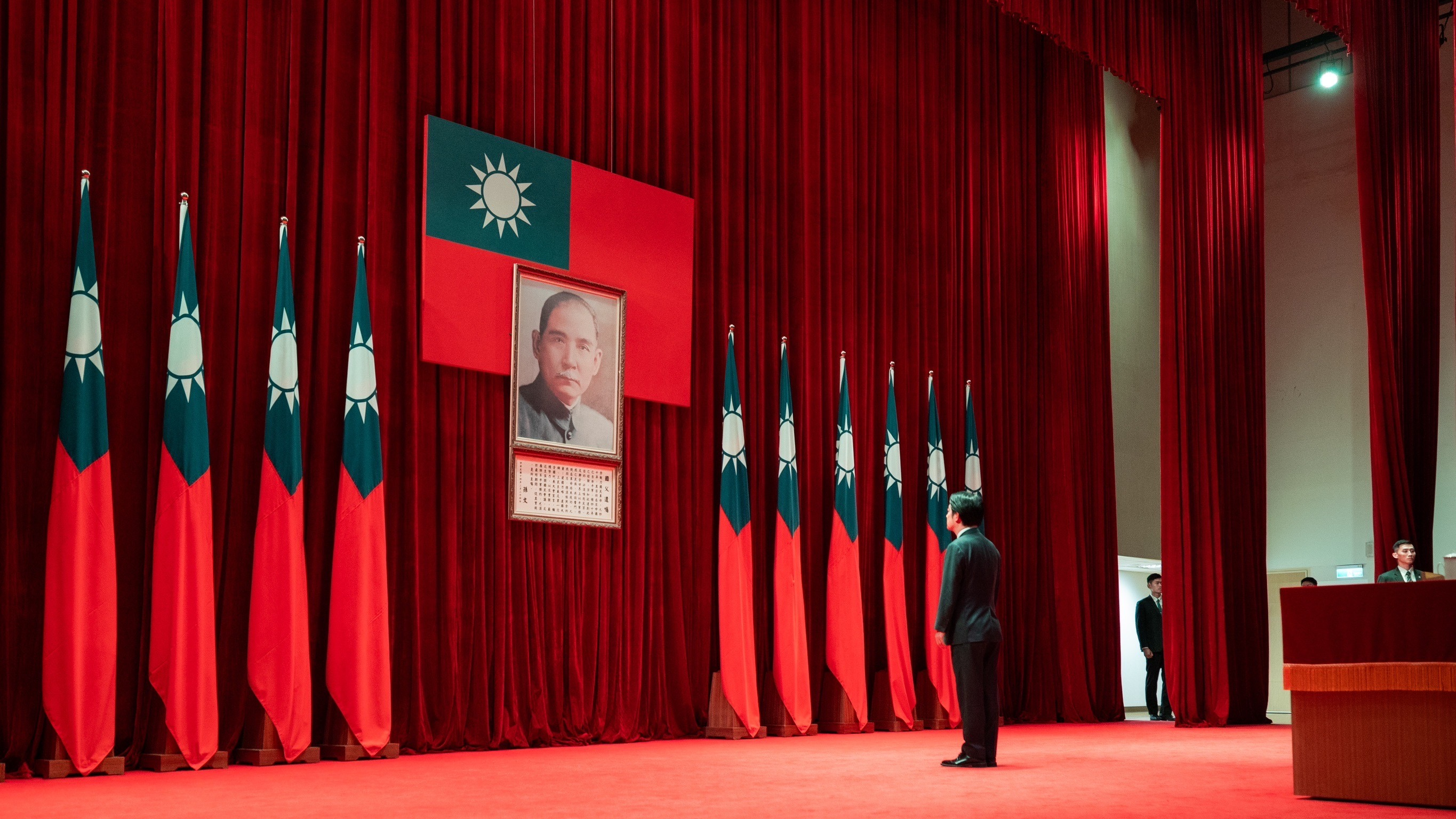
国旗・国父遺像・国父遺嘱に拝礼する頼清徳（2024年）

総理（国父）遺嘱は中華民国および国民党において重要視され、国民党一党独裁時代の中国大陸および台湾では、集会や式典の冒頭で総理（国父）遺嘱を朗読することが一般的であった。
中国共産党第20回全国代表大会を間近に控えた2022年10月13日、北京市街にて共産党総書記の習近平を非難する横断幕が掲げられる事件（四通橋事件）が発生した。この事件は物理学者の彭立発が引き起こしたとされ、全国代表大会の開会日である10月16日、彼はTwitterに孫文遺嘱の一節をツイートした。